# Gevangeniscel

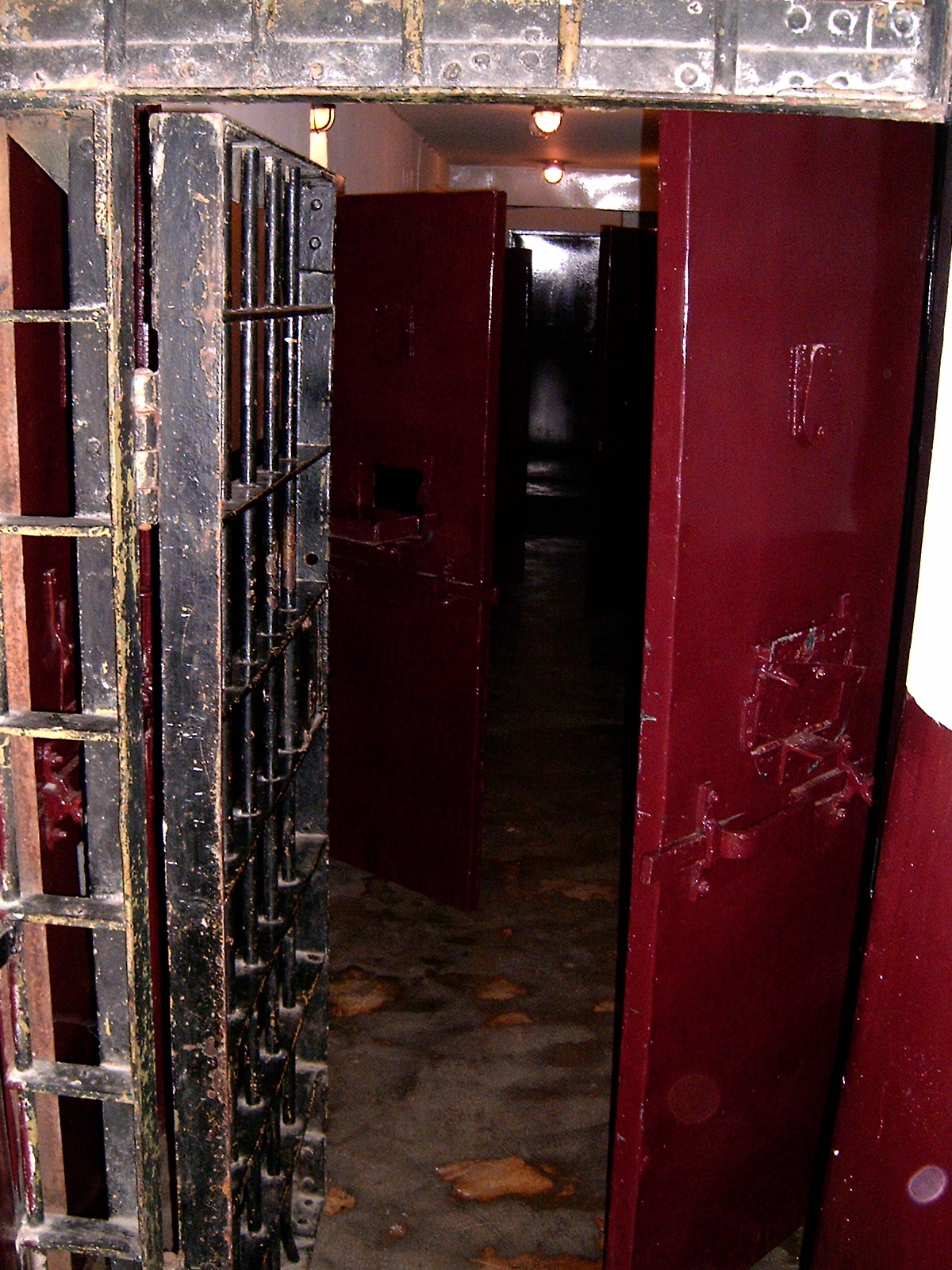
Cellen in een KGB-gebouw in Tartu, Estland

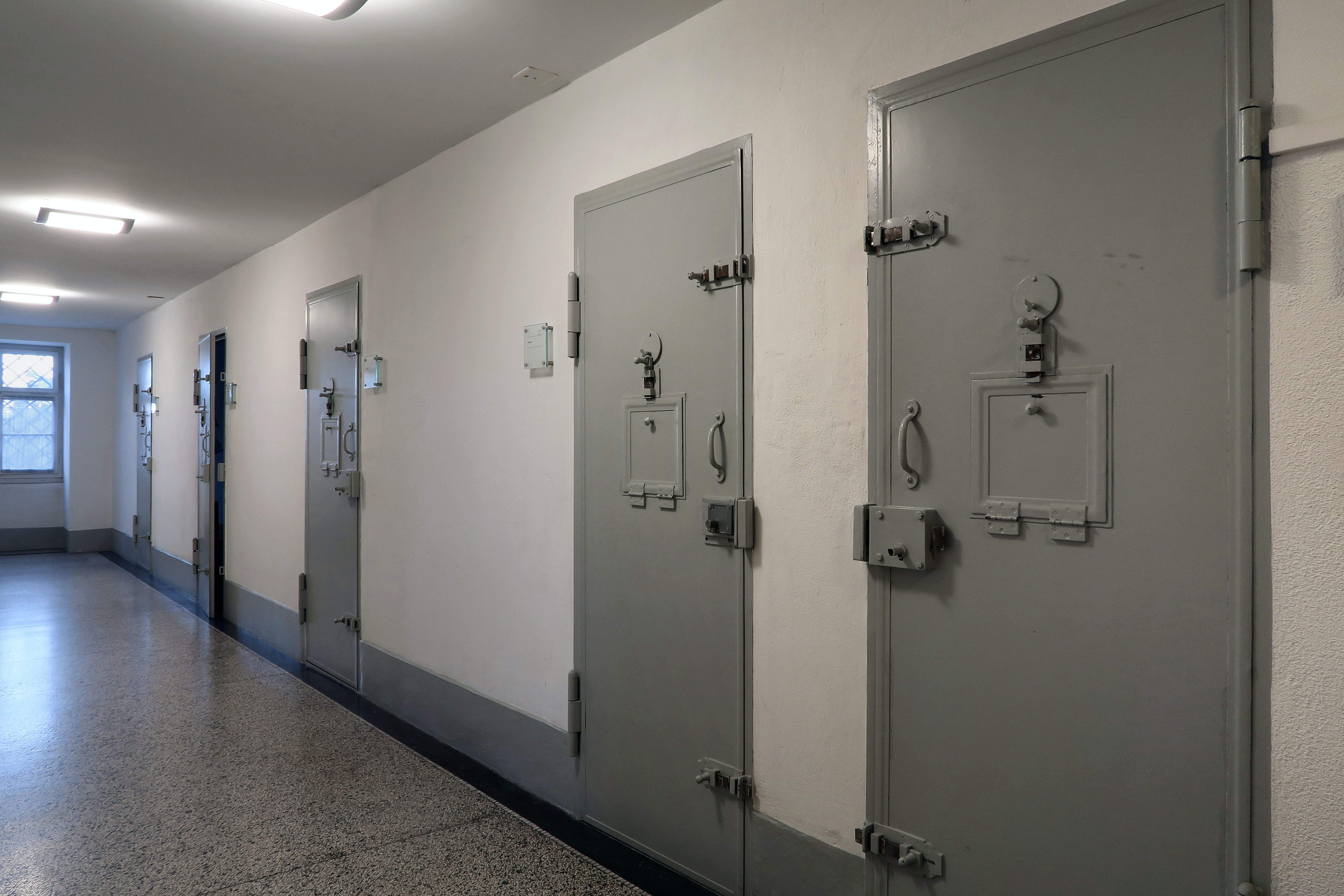
Een cellenblok

Een gevangeniscel, ook wel kortweg cel genoemd, is een eenheid waarin gedetineerden verblijven gedurende hun opsluiting in een gevangenis. Het interieur, alsmede de levensomstandigheden in een gevangeniscel variëren sterk in verschillende landen, afhankelijk van de hoeveelheid beschikbare economische middelen en de sociale houding tegenover gevangenen. Sommige mensenrechtenorganisaties achten de levensomstandigheden voor gevangenen in sommige landen inhumaan en proberen dit aan te kaarten bij de verantwoordelijke overheden.

## Inrichting
Hoewel de inrichting van een gevangeniscel zeer kan variëren, zijn de cellen over het algemeen sober ingedeeld. Indien er ramen in de cel aanwezig zijn, zijn deze doorgaans voorzien van tralies om te voorkomen dat de gedetineerde door het raam kan ontsnappen. De deur is beveiligd en doorgaans voorzien van een luik waardoor voedsel kan worden gegeven en controle kan plaatsvinden.

## Aantal gevangenen per cel
In sommige landen wordt één gevangene per cel gehandhaafd. Dit heeft als voordeel dat gevangenen niet snel tot onderlinge conflicten zullen komen. In andere landen worden meerdere gevangenen in één cel ondergebracht, met als voordeel dat er meer gevangenen in een complex kunnen worden ondergebracht. Dit heeft echter als nadeel dat gevangenen elkaar kunnen lastigvallen (lichamelijk, geestelijk of seksueel) en de hygiëne moeilijker te waarborgen is.